# Шибайголова (фільм)
«Шибайголова» (англ. Daredevil) — американський супергеройський бойовик, екранізація коміксів Marvel про сліпого супергероя на ім'я Шибайголова, автори якого — Стен Лі і Білл Еверет. Головну роль виконав Бен Аффлек.

## Сюжет
В дитинстві Меттью ріс з батьком, Джеком "Дияволом" Мердоком, в минулому боксером та претендентом на титул. Однак Джек закінчив кар'єру боксера та став бандитом на службі в місцевого мафіозі. Меттью переконує батька повернутися в спорт і сам починає гарно вчитися в школі. Проте через нещасний випадок Меттью втрачає зір, але це стає причиною того, що в нього в результаті тренувань загострюється слух та розвиваються інші органи чуття. Джек "Диявол" Мердок гине через небажання програти бій для слабшого суперника, який був пов'язаний з мафією. 
Метт Мердок став успішним адвокатом, який надає якісні юридичні послуги людям, які не мають змоги оплатити дорогих адвокатів. Але вночі Метт Мердок бореться зі злочинністю під маскою "Диявола з Пекельної кухні", водночас намагаючись зрозуміти, хто винен в смерті його батька.

## У ролях
| Актор              | Роль                            |
| ------------------ | ------------------------------- |
| Бен Аффлек         | Метт Мердок / Шибайголова       |
| Скотт Терра        | юний Метт Мердок                |
| Дженніфер Гарнер   | Електра Начіос / Електра        |
| Майкл Кларк Дункан | Вілсон Фіск / Кінгпін           |
| Колін Фаррелл      | Бенджамін Пойндекстер / Мічений |
| Джон Фавро         | Фоггі Нельсон                   |
| Еллен Помпео       | Карен Пейдж                     |
| Джо Пантоліано     | Бен Уріх                        |
| Ліленд Орсер       | Веслі Овен Велч                 |
| Ленні Лофтін       | офіцер Нік Манолі               |
| Пол Бен-Віктор     | Хосе Кесада                     |

### Камео
- Стен Лі
- Френк Міллер
- Кевін Сміт